# Hans Chiari
Hans Chiari (Viena, 4 de septiembre de 1851 - Estrasburgo, Francia, mayo de 1916) fue un  patólogo austríaco, muy conocido por la malformación que lleva su nombre( Malformación de Chiari).

## Carrera y cargos
El padre de Hans, Johann Chiari (1817-1854) fue un notable ginecólogo vienés. El joven Hans estudió medicina en la universidad de su ciudad natal y entre 1874 y 1875 sirvió como asistente del famoso Karl Freiherr von Rokitansky (1804-1878). Luego de graduarse fue nombrado asistente de Richard L.  Heschl (1824-1881), cargo que desempeñó hasta 1879. El año anterior f-phabía sido diplomado como anatomopatólogo en Viena, y cuatro años más tarde como profesor extraordinario en Praga. En 1883 fue nombrado profesor ordinario de anatomía patológica y superintendente en el museo de la especialidad en la ciudad checa. 
En 1906 fue nombrado ordinario de anatomopatología en Estrasburgo, puesto que conservó hasta su muerte en 1916.

## Trabajos y publicaciones
Chiari publicó más de 177 trabajos científicos entre 1876 y 1916, siendo los más reputados aquellos que tratan sobre malformaciones cardíacas y glandulares. Se lo ha destacado por su exhaustivo conocimiento de la literatura médica y su extremo cuidado en indicar crédito minucioso a los descubrimientos de otros.
La mayor parte de sus trabajos consisten en la descripción cuidadosa de muchos exámenes post mortem sistemáticos, campo al que dedicó una monografía exclusiva. Respecto a las autopsias, siempre tuvo cuidado en conservar los elementos o estructuras que considerara interesantes, a veces para enseñarlos en sus clases y otras para los museos donde prestó servicios.

## Logros

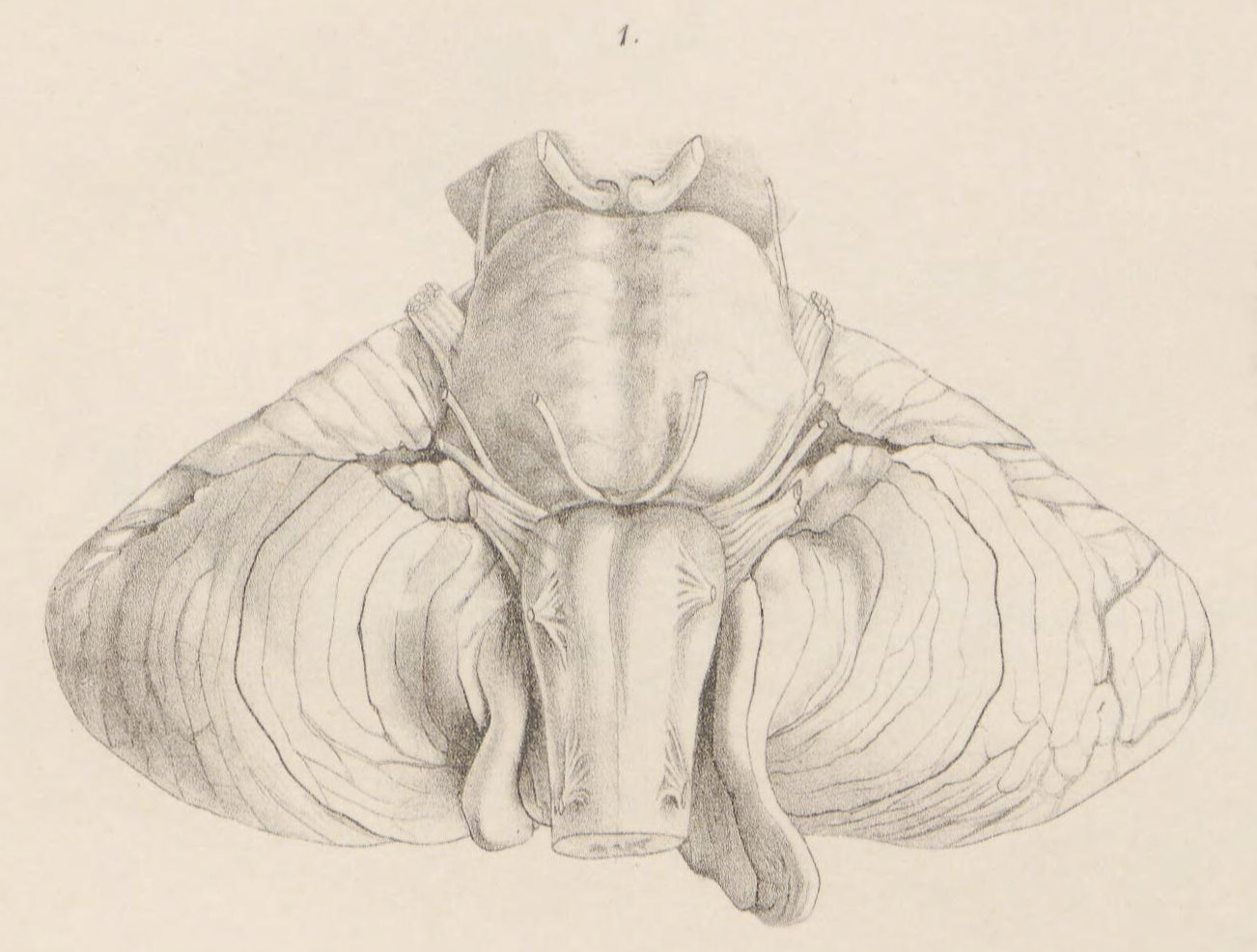
Dibujo de Chiari para su monografía.

Su trabajo Über Veränderungen des Kleinhirns, der Pons und der Medulla oblongata infolge von Hydrocephalie des Grosshirns, publicado en Praga en 1891, demostró la teoría de Chiari de que la hidrocefalia infantil era la causa de las deformidades de la parte posterior del cráneo.
En 1896 publicó una extensa monografía, densamente ilustrada, en la cual expandió sus teorías en base al estudio de un enorme número de casos. En este libro corrigió un error muy común en la medicina de su tiempo, que consistía en confundir las malformaciones del cerebelo con las del tronco encefálico.
Chiari describió y clasificó correctamente las deformidades del cerebelo que hoy son conocidas como Malformación de Chiari, sistematización que se encuentra actualmente en uso.

## Epónimos
Existen tres condiciones que han sido bautizadas en honor a Hans Chiari:
- Malformación de Chiari (uno de cuyos tipos se denomina "de Arnold-Chiari), defecto congénito en el cual partes del cerebelo y del tronco cerebral penetran por el foramen magnum, invadiendo el espacio destinado a la médula espinal;[4]

- Síndrome de Budd-Chiari, cirrosis hepática asociada con ascitis, debida a la obstrucción de la vena porta por un coágulo o un tumor; y

- Tríada de Chiari, tres síntomas causados por una fístula entre la aorta y el esófago, consecuencia de una herida de bala o la ingestión de un objeto extraño.